# Préfecture de Kachgar
La préfecture de Kachgar (喀什地区 ; pinyin : Kāshí Dìqū ; ouïghour : قەشقەر ۋىلايىت / Keşker Vilayiti) est une subdivision administrative du sud-ouest de la région autonome du Xinjiang en Chine. Son chef-lieu est la ville de Kachgar.

## Climat
Le climat est de type continental sec. Les températures moyennes pour la ville de Kachgar vont d'environ −6 °C pour le mois le plus froid à +26 °C pour le mois le plus chaud, avec une moyenne annuelle de 11,6 °C, et la pluviométrie y est de 58 mm.

## Démographie
La population de Kachgar était constituée en 2000 d'environ 90 % de Ouïghours et 9 % de Hans.
La population de la préfecture était estimée, d'après le recensement officiel, à 3 406 300 habitants en 2000 et à 3 979 362 habitants d'après le recensement de 2010, et celle de la ville de Kachgar à 295 065 habitants en 2007.

## Transports
Il existe plusieurs vols quotidiens (China Southern Airlines et Hainan Airlines) entre l'aéroport de Kachgar (code AITA KHG) et Ürümqi.

## Subdivisions administratives
La préfecture de Kachgar exerce sa juridiction sur douze subdivisions - une ville-district, dix xian et un xian autonome :
- la ville de Kachgar - 喀什市 Kāshí Shì ;
- le xian de Shufu - 疏附县 Shūfù Xiàn ;
- le xian de Shule - 疏勒县 Shūlè Xiàn ;
- le xian de Yengisar - 英吉沙县 Yīngjíshā Xiàn ;
- le xian de Poskam - 泽普县 Zépǔ Xiàn ;
- le xian de Yarkand - 莎车县 Shāchē Xiàn ;
- le xian de Kargilik - 叶城县 Yèchéng Xiàn ;
- le xian de Makit - 麦盖提县 Màigàití Xiàn ;
- le xian de Yopurga - 岳普湖县 Yuèpǔhú Xiàn ;
- le xian de Peyziwat - 伽师县 Gāshī Xiàn ;
- le xian de Maralbexi - 巴楚县 Bāchǔ Xiàn ;
- le xian autonome tadjik de Taxkorgan - 塔什库尔干塔吉克自治县 Tǎshíkù'ěrgān tǎjíkè Zìzhìxiàn.